# Lemi
Lemi – miejscowość w Finlandii, leżąca w prowincji Finlandia Południowa.